# Raquel Turner
Rachel "Raquel" Trotter (prije Slater) (rođena 4. lipnja 1957.) fiktivni je lik iz BBC-jeva sitcoma Mućke, u kojem je bila Del Boyeva dugogodišnja djevojka. Glumila ju je Tessa Peake-Jones.
Kako su Mućke ulazile u svoju šestu sezonu, scenarist John Sullivan je htio da Del Boy počne tražiti zrelije žene, a ne 20-godišnjakinje za jednu noć, pa se sjetio lika Raquel iz božićnog specijala iz 1988., "Dates". 
Tijekom te epizode Raquel je upoznala Dela preko agencije za upoznavanje, a isprva se par dobro slagao. Ona je rekla Delu da je obučena glumica s ambicijom za dugogodišnjom karijerom u profesiji, iako su joj jedina iskustva u poslu bili neuspješni pop duet s prijateljem zvan "Double Cream", razna pojavljivanja u manjim kazališnim produkcijama te manja uloga u epizodi serije Dr. Who u kojoj je izgovorila jednu rečenicu. Spomenula je i da se, zbog odabira karijere, otuđila od roditelja.
Međutim, Delu nije spomenula kako honorarno radi kao striptizeta, što on otkriva nešto kasnije na rođendanskoj proslavi Ujaka Alberta u Kobiljoj glavi. Posramljen ispred prijatelja, Del joj je rekao kako ga više ne zanima. Iako se ubrzo predomislio, nesretno uhićenje spriječilo ga je da se nađe s njom pa je ona otišla iz Londona na turneju po Bliskom Istoku, a kasnije i u Sjedinjene Američke Države.
To je isprva trebalo biti jedino Raquelino pojavljivanje u seriji, ali ju je Sullivan godinu dana kasnije ponovno uvrstio u seriju, u božićni specijal iz 1989. "The Jolly Boys' Outing". Tijekom epizode, Del i skupina prijatelja bili su na godišnjem izletu u Margate te su igrom slučaja ondje morali i prenoćiti. Te večeri su otišli do lokalnog noćnog kluba, gdje je Raquel radila za mađioničara. Ona i Del ponovno su razgovarali i ovaj put se dogovorili da će ostati u kontaktu. Ubrzo nakon toga, Raquel se s Delom preselila u Peckham, a od sedme je sezone postala stalni lik.
Raquel je kasnije nekoliko puta pokušala oživiti svoju posrnulu karijeru pa se tako prijavila za ulogu u Shakespeareovom komadu (dobila je ulogu, ali je odbijena kad se otkrilo da je trudna) i pojavila u pjevačkom duetu s raspjevanim smetlarom s govornom manom Tonyjem Angelinom u epizodi "Stage Fright". Nakon rođenja njezina i Delova sina, Damiena, postala je kućanica, preuzevši od Ujaka Alberta uloge kuhara i čistača. U epizodi "Class of '62", otkriveno je kako je četiri godine bila udana za Roya Slatera, korumpiranog policajca i Delova starog neprijatelja. U epizodi "Time On Our Hands" pomirila se s roditeljima nakon što ih je pozvala na večeru u stan.
Dobroćudna i majčinska figura, u Delu je pronašla čovjeka slične prirode - dobronamjernog, ali i preambicioznog. Njihova veza trpjela je probleme u nekoliko prilika, a u epizodi "Fatal Extraction" na kratko je napustila Dela zbog njegova kockanja i opijanja. Nikad se nisu vjenčali unatoč Delovim namjerama da je oženi. Njezin lik se mijenjao tijekom serije: isprva ambiciozna žena s manjkom samopouzdanja pretvorila se u sarkastičnu i neustrašivu pred Delovim mućkama i brzopletoj prirodi.

## "Big Brother"
Iako se Raquel u seriji pojavila tek u epizodi "Dates", sama Tessa Peake-Jones imala je manju, nepoptpisanu ulogu u prvoj epizodi "Big Brother", u Kobiljoj glavi, gdje pozdravlja Dela koji odgovara "Allright sweetheart?"